# ووتسکی منئوز
ووتسکی منئوز (انگلیسی: Votsky Meneuz) یک شهرک در شهرستان ایلیشفسکی استان باشقیرستان کشور روسیه است.